# Jam (canción)
«Jam» (en español: Vence) es una canción de Michael Jackson de su álbum Dangerous del año 1991. El sencillo fue relanzado en 2006 como parte de la colección de Jackson Visionary - The Video Singles. "Jam" es una mezcla de funk agresivo o duro, dance y rap, o funk hip hop. El puente cuenta con un rap realizado por Heavy D (del grupo Heavy D & The Boyz). El vídeo musical de la canción cuenta con la colaboración de la leyenda de la NBA Michael Jordan (el otro "MJ"). La canción también fue presentada en el vídeo "Untouchabulls" del Campeonato de la NBA de 1992 de los Chicago Bulls (equipo de Jordan en ese momento). La canción fue utilizada como apertura en la gira de conciertos Dangerous World Tour de Jackson. La canción volvió a entrar en las listas del Reino Unido en 2006, alcanzando el número 22.

## Vídeo musical
El vídeo musical de "Jam" se lleva a cabo dentro de una cancha de baloncesto bajo techo, donde Jackson enseña a la leyenda del baloncesto Michael Jordan cómo bailar, y, a cambio, Jordan enseña a Jackson cómo jugar al baloncesto. El vídeo contiene efectos especiales como la escena en la que Jackson lanza una pelota de baloncesto a través de una ventana y encesta en el aro en el extremo opuesto, así como Jackson encestando lanzando la bola por detrás de él y pateando el balón en el aro con su talón. Las versiones extendidas del vídeo incluyen a Jackson enseñando a Jordan cómo hacer la físicamente complicada técnica de baile moonwalk. El dúo de rap Kris Kross hace un cameo, al igual que Heavy D (que lleva a cabo un rap durante el puente).
El vídeo está disponible en el DVD Dangerous - The Short Films y en el canal de Youtube Michael Jackson VEVO.

## Lista de canciones

### Versión Original

#### UK single
1. "Jam" (7" edit) – 4:05
2. "Jam" (Roger's Jeep mix) – 5:54
3. "Jam" (Atlanta Techno mix) – 6:06
4. "Wanna Be Startin' Somethin'" (Brothers in Rhythm House mix) – 7:40

- Album Version - 5:39
- 7" Edit - 4:03
- Without Rap - 3:52
- Radio Edit - 5:00
- Without Rap - 4:44
- MJ's Raw Mix - 4:34
- The Acappella Mix - 4:54
- Percapella - 5:32
- The Video Mix - 5:37
- Teddy Riley MixesEditar
- Teddy's 12" Mix - 5:43
- Teddy's Jam - 5:44 - different to above
- Roger Sánchez MixesEditar
- Roger's Club Mix - 6:18
- Roger's Club Dub - 6:14
- Roger's Club Radio Mix - 3:51
- Roger's Jeep Mix - 6:03
- Roger's Jeep Radio Mix - 3:57
- Roger's Underground Mix - 6:08
- Roger's Slam Jam Mix - 4:54
- MJ's Raw Mix - 4:31
- Steve Hurley MixesEditar
- Silky 7" - 4:17
- Silky 12" - 6:27
- Silky Dub - 4:33
- Otros MixesEditar
- Atlanta Techno Mix - 6:08
- Atlanta Techno Dub - 5:16
- More Than Enuff Mix - 5:58
- More Than Enuff Dub - 5:54
- E-Smoove's Jazzy Jam - 6:47
- Maurice's Jammin' Dub - 7:1